# Lídia Santos Arnau
Lídia Santos Arnau (Barcelona, 8 de octubre de 1950) es una abogada y política española, diputada en el Parlamento de Cataluña en la VII y VIII legislaturas.

## Biografía
Licenciada en Derecho y doctora por la Universidad Autónoma de Barcelona. Ingresó en Convergència Socialista de Catalunya (1974), después en el Partit Socialista de Catalunya-Congrés, para finalizar en el actual Partido de los Socialistas de Cataluña (PSC) en 1978. En 1978 se casó con Jordi Pedret. Es madre de Ferran Pedret, diputado en el Parlamento de Cataluña.

## Trayectoria
Profesora Titular de Derecho internacional privado de la Universidad Autónoma de Barcelona, ejerció la abogacía entre 1974 y 1986. Es miembro de la Asociación para las Naciones Unidas en España (AONU) y la Asociación Catalana de Juristas Demócratas (ACJD). Militante del PSC-PSOE, fue elegida diputada por la provincia de Barcelona en las Elecciones al Parlamento de Cataluña de 2003 y 2006 y formó parte de la ponencia del nuevo Estatuto de Autonomía de Cataluña de 2006.